# Coralway
『Coralway』（コーラルウェイ）は、日本トランスオーシャン航空（JTA）の機内誌である。

## 概要
南西航空時代の1985年（昭和60年）8月1日に創刊。誌名は「さんごの道」を意味する。年間発行部数は26万部（2014年度）。
2009年（平成21年）に沖縄タイムス出版文化賞特別賞を受賞。2010年（平成22年）3月からは沖縄県内の書店やコンビニエンスストアで販売されている（そのため、裏表紙に雑誌コードや定価等が掲載された一般販売用と、掲載されていない機内用とがある）。
年6回発行される各号には、沖縄の気候や年中行事にちなむ号名がつけられている。
- 1・2月号：若水号 - 若水（ワカミジ）は、元日の早朝に井戸で初めて汲む水[8][9]。
- 3・4月号：清明号 - 清明（シーミー）は、旧暦3月の清明の日に墓の前庭に親族が集まり先祖供養を行う行事[10][11]。
- 5・6月号：若夏号 - 若夏（ワカナツ）は、旧暦4月頃の沖縄の初夏の季節[12][13]。
- 7・8月号：真南風号 - 真南風（マハエ）は、夏に吹く南南西の風[14][11]。
- 9・10月号：風車号 - 風車（カジマヤー）は、旧暦9月7日又は9月9日に行われる数え年97歳の長寿の祝い[15][16]。
- 11・12月号：新北風号 - 新北風（ミーニシ）は、11月頃に吹き始め沖縄に秋を告げる北風[17][11]。

かつてはコーラルウェイ・フレンズという会員制の定期購読制度があった（2015年6月時点の定期購読者は約1,200名）が、2023年3月31日をもって解散し、定期購読はFujisan.co.jpが取り扱うこととなった。

## データ
- 発行元：日本トランスオーシャン航空[1]
- 隔月刊（奇数月1日発行）[1]
- 版型：AB判
- 定価：457円+税[1]

## 内容

### 連載
- フォトジェニックオキナワ[1]
- 島暮らし暦
- マルチコプターが飛ぶ
- 家族の店
- トラネコボンボンの島ごはん
- 旅の足音
- 新・青空の仕事人
- 沖縄の昔話

### その他
- 機内販売の案内 - JTAのオリジナル商品や沖縄県の県産品の機内販売の案内が掲載されている[19]。
- ルートマップ

## 関連書籍
『Coralway』の連載をまとめた単行本に、以下のものがある。
- 『沖縄島々 旅日和 宮古・八重山編』 新潮社、2003年4月 - 本誌に連載された椎名誠、池沢夏樹、垂見健吾らのエッセイをまとめた単行本。
- 『沖縄島々 風便り 本島と周辺の島編』 新潮社、2004年4月 - 同上。
- 瀬戸口靖『沖縄スノーケリングガイド』 ジェイティビィパブリッシング、2010年3月 - 本誌連載「スノーケリング完全ガイド」をまとめた単行本。
- カベルナリア吉田『さすらいの沖縄伝承男』 - 本誌連載「さすらいの伝承マン」をまとめた単行本。